# Rajabasa
Rajabasa je dlouhodobě nečinná a osamoceně ležící sopka na jihu indonéského ostrova Sumatra. Jedná se o nejjižněji umístěný vulkán na ostrově. Vrchol 1 281 m vysoké hory je zakončen kráterem s rozměry 500 × 700 m. Kdy došlo k poslední erupci, není známo. Jediným projevem aktivity jsou fumaroly na svazích. V rocích 1863 a 1892 byl pozorován nárůst jejich aktivity.